# Lali (Darchula)
Lali (nep. लाली) – gaun wikas samiti w zachodniej części Nepalu w strefie Mahakali w dystrykcie Darchula. Według nepalskiego spisu powszechnego z 2001 roku liczył on 597 gospodarstw domowych i 3085 mieszkańców (1651 kobiet i 1434 mężczyzn).